# Мико, Хорхе Иво
Хорхе Иво Мико Гутьеррес (исп. Jorge Ivo Micó Gutiérrez, 19 сентября 1948) — кубинский хоккеист (хоккей на траве), полевой игрок. Чемпион Игр Центральной Америки и Карибского бассейна 1982 года.

## Биография
Хорхе Мико родился 19 сентября 1948 года.
Играл в хоккей на траве за Гавану.
В 1980 году вошёл в состав сборной Кубы по хоккею на траве на летних Олимпийских играх в Москве, занявшей 5-е место. Играл в поле, провёл 6 матчей, забил 1 мяч в ворота сборной Танзании.
В 1982 году в составе сборной Кубы завоевал золотую медаль хоккейного турнира Игр Центральной Америки и Карибского бассейна в Гаване.